# Codec
Det engelske ord codec kommer fra compressor-decompressor eller coder-decoder. En codec er et program (en implementation) af, hvordan man koder og afkoder mellem den originale datarepræsentation og en komprimeret datarepræsentation – og tilbage igen. Formålet er tabsgivende eller ikke-tabsgivende datakompression.
Data til en codec er fx digitaliseret lyd, billeder og video.
Codec er derfor en komponent, som behandler/tolker data på forskellig vis, almindeligvis billede- og lydkoder som fx MP3, MPEG, DivX, Xvid og wmv. Ofte vil man opleve at mangle et codec efter download af et filmklip eller en lydfil, da mediet ikke kan afspilles uden det korrekte codec.